# Apostolischer Nuntius auf den Philippinen
Der Apostolische Nuntius auf den Philippinen ist der ständige Vertreter des Heiligen Stuhles (also des Papstes als Völkerrechtssubjekt) bei der Regierung der Republik der Philippinen.

## Geschichte der Nuntiatur
Die Nuntiatur besteht mit Unterbrechungen seit 1902 in Manila. Der Apostolische Nuntius hat den Rang eines Botschafters und ist Doyen des Diplomatischen Corps.

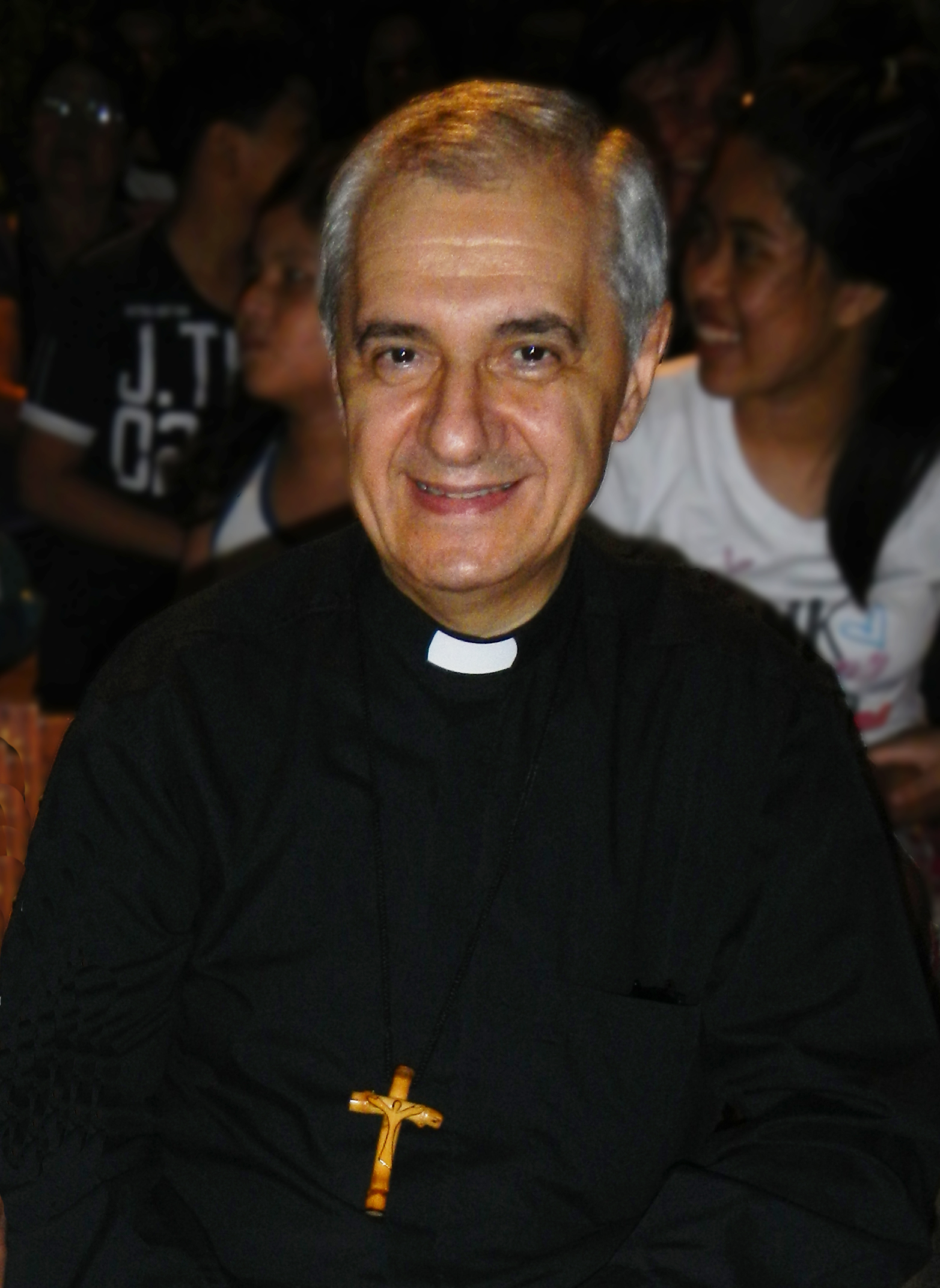
Erzbischof Giuseppe Pinto, von 2011 bis 2017 Apostolischer Nuntius auf den Philippinen

## Verzeichnis der Nuntien auf den Philippinen
- Placide Louis Chapelle (1899 – 9. August 1905)
- Donato Sbarretti (16. September 1901 – 26. Dezember 1902), Apostolischer Delegat
- Ambrogio Agius, O.S.B. (1904 – 12. Dezember 1911), Apostolischer Delegat
- Guglielmo Piani, S.D.B. (17. März 1922 – 5. Oktober 1948), Apostolischer Delegat
- Egidio Vagnozzi (9. März 1949 – 8. Oktober 1963), seit 1951 Nuntius
- Carlo Martini (29. November 1963 – 5. Aug 1967)
- Carmine Rocco (16. September 1967 – 22. Mai 1973)
- Bruno Torpigliani (6. Juni 1973 – April 1990)
- Gian Vincenzo Moreni (8. September 1990 – 3. März 1999)
- Antonio Franco (6. April 1999 – 21. Januar 2006)
- Fernando Filoni (25. Februar 2006 – 9. Juni 2007)
- Edward Joseph Adams (3. September 2007 – 22. Februar 2011)
- Giuseppe Pinto (10. Mai 2011 – 1. Juli 2017)
- Gabriele Giordano Caccia (12. September 2017 – 16. November 2019)
- Charles Brown (seit 28. September 2020)